# تشارلي كافناغ
تشارلي كافناغ (بالإنجليزية: Charlie Kavanagh)‏ هو لاعب كرة قاعدة أمريكي، ولد في 9 يونيو 1891 في شيكاغو في الولايات المتحدة، وتوفي في 6 سبتمبر 1973 في ريدسبورغ في الولايات المتحدة.

## وصلات خارجية
- تشارلي كافناغ على موقع دوري كرة القاعدة الرئيسي (الإنجليزية)
- تشارلي كافناغ على موقعبيزبول رفرنس.كوم (الدوري الرئيسي) (الإنجليزية)
- تشارلي كافناغ على موقعبيزبول رفرنس.كوم (الدوري الثانوي) (الإنجليزية)
- تشارلي كافناغ على موقع مشجعي الرسوم البيانية (الإنجليزية)